# دبیرکل حزب کمونیست اتحاد جماهیر شوروی
دبیرکل کمیته مرکزی حزب کمونیست اتحاد جماهیر شوروی سوسیالیستی رهبر حزب کمونیست اتحاد جماهیر شوروی سوسیالیستی بود. از ۱۹۲۹ تا انحلال اتحادیه در ۱۹۹۱، دارنده منصب به‌عنوان رهبر اتحاد جماهیر شوروی در نظر گرفته می‌شد. دبیرکل به‌طور رسمی و مستقیماً کنترل حزب کمونیست را در دست داشت. به‌سبب آن‌که حزب در انحصار قدرت سیاسی بود، دبیرکل قدرت اعمال اجرایی بر دولت شوروی را نیز داشت. دبیرکل حزب کمونیست اتحاد شوروی به‌دلیل هدایت سیاست‌های خارجی و داخلی دولت و جایگاه والا در حزب، عملاً عالی‌ترین مقام اتحاد جماهیر شوروی بود. ژوزف استالین با ۳۰ سال و ۷ ماه طولانی‌ترین مدت دبیرکلی حزب کمونیست اتحاد جماهیر شوروی را داشت.

## پیشینه
پیش از انقلاب اکتبر، وظیفه دبیری حزب عمدتاً بر عهده یک بروکرات بود. پس از تسخیر قدرت توسط بلشویک‌ها، منصب دبیر مسئول در ۱۹۱۹ برای انجام کارهای اداری تأسیس گشت. همین‌طور پس از پیروزی بلشویک‌ها در جنگ داخلی روسیه، منصب دبیرکل در ۱۹۲۲ توسط ولادیمیر لنین و با هدف این‌که صرفاً یک دفتر اداری و انضباطی باشد، ایجاد شد. وظیفه اصلی آن تعیین ترکیب اعضاء و مناصب در درون حزب بود. همچنین دبیرکل بر ضبط وقایع حزب نظارت داشت و مأمور بود تا رهبران و اعضاء را در جریان فعالیت‌های حزب قرار دهد.
لنین هنگام تشکیل کابینه خود، ژوزف استالین را به‌عنوان دبیرکل منصوب کرد. استالین طی چند سال بعد توانست از اصول سانترالیسم دموکراتیک برای تبدیل سمت خود به رهبر حزب و در نهایت رهبر اتحاد جماهیر شوروی استفاده کند. تروتسکی نیز انتصاب خود را به توصیه اولیه گریگوری زینوویف نسبت داد. از جهتی، این دیدگاه توسط چندین مورخ تأیید شده است. به‌گفته مورخ روس وادیم روگووین، انتخاب استالین به این سمت پس از کنگره یازدهم حزب (مارس–آوریل ۱۹۲۲) رخ داد که لنین به‌دلیل وضعیت نامناسب سلامتی خود فقط به‌صورت پراکنده در آن شرکت کرد و تنها در چهار جلسه از دوازده جلسه کنگره حضور داشت.
برخی از مورخان مرگ زودهنگام بلشویک برجسته یاکوف اسوردلوف را عاملی کلیدی در تسهیل ارتقای ژوزف استالین به مقام رهبری در اتحاد جماهیر شوروی دانسته‌اند. تا حدی به این دلیل که اسوردلوف به‌عنوان رئیس اصلی دبیرخانه حزب خدمت می‌کرد و یک کاندید عادی برای سمت دبیرکلی محسوب می‌شد.
پیش از مرگ لنین در ۱۹۲۴، دوران تصدی استالین به‌عنوان دبیرکل مورد انتقاد قرار گرفته‌بود. در ماه‌های پایانی عمر لنین، او جزوه‌ای نوشت که خواستار برکناری استالین بود. لنین استنباط کرده‌بود که استالین در حال اقتدارگرایی و سوء استفاده از قدرت خود است. این جزوه باعث ایجاد یک بحران سیاسی شد که موقعیت استالین را به‌عنوان دبیرکل به خطر انداخت و رأی‌گیری برای برکناری او از سمت برگزار شد. استالین با کمک گریگوری زینوویف و لو کامنف توانست از این رسوایی جان سالم به در ببرد و در سمت خود باقی بماند. پس از مرگ لنین، استالین شروع به تحکیم قدرت خود با استفاده از منصب دبیرکلی کرد. در ۱۹۲۸ با تبدیل منصب دبیرکل به عالی‌ترین مقام کشور، او رهبر واقعی اتحاد جماهیر شوروی شد. در ۱۹۳۴، هفدهمین کنگره حزب از انتخاب مجدد استالین به‌عنوان دبیرکل خودداری کرد. با این همه، استالین مجدداً در تمام مناصب دیگری که داشت ابقا و در سمت رهبری حزب باقی ماند.
در دهه ۱۹۵۰، استالین به‌طور فزاینده‌ای از مسئولیت دبیرخانه کناره‌گیری کرد و نظارت بر بدنه را به گئورگی مالنکوف واگذار کرد تا احتمالاً توانایی‌های او را به‌عنوان یک جانشین بالقوه آزمایش کند. در اکتبر ۱۹۵۲ و در نوزدهمین کنگره حزب، استالین ساختار رهبری حزب را تغییر داد. درخواست او مبنی بر برکناری از وظایفش در دبیرخانه حزب به‌دلیل سنش که از طریق مالنکوف مطرح شده‌بود، توسط کنگره حزب رد شد زیرا نمایندگان از قصد استالین مطمئن نبودند. کنگره به‌طور رسمی منصب دبیرکلی استالین را لغو کرد اما استالین به‌عنوان یکی از دبیران حزب باقی ماند و کنترل نهایی حزب را حفظ کرد. هنگامی که استالین در ۵ مارس ۱۹۵۳ درگذشت، مالنکوف به‌عنوان مهم‌ترین عضو دبیرخانه در نظر گرفته‌شد که نیکیتا خروشچف و سایرین در آن حضور داشتند. مالنکوف تحت یک تروییکای کوتاه‌مدت متشکل از بریا و مولوتوف، رئیس شورای وزیران شد اما نه روز بعد در ۱۴ مارس مجبور به استعفاء از دبیرخانه گشت. این امر عملاً کنترل دولت را به خروشچف واگذار کرد و او به‌عنوان دبیر اول حزب کمونیست اتحاد جماهیر شوروی در جلسه عمومی کمیته مرکزی در ۱۴ سپتامبر همان سال انتخاب شد. پس از آن، خروشچف بر رقبای خود که به‌دنبال به چالش‌کشیدن اصلاحات سیاسی او بودند، غلبه کرد. او توانست در ۱۹۵۷، مالنکوف، مولوتف و لازار کاگانویچ — یکی از قدیمی‌ترین و نزدیک‌ترین یاران استالین — را از قدرت برکنار کند. این دستاوردی بود که به تقویت برتری منصب دبیری اول نیز کمک کرد.
مخالفت‌های درون دفتر سیاسی و کمیته مرکزی که در ۱۹۶۴ و پس از بحران موشکی کوبا افزایش یافته بود، منجر به برکناری خروشچف از قدرت شد. لئونید برژنف به‌عنوان دبیر اول جانشین خروشچف شد اما در ابتداء مجبور گشت به‌عنوان عضوی از یک رهبری جمعی حکومت کند. او تروییکای دیگری را با نخست‌وزیر آلکسی کاسیگین و رئیس نیوکلای پادگورنی تشکیل داد. همین‌طور این منصب در ۱۹۶۶ به دبیرکل تغییر نام داد. رهبری جمعی توانست اختیارات دبیرکل را در دوران برژنف محدود کند. نفوذ برژنف در طول دهه ۱۹۷۰ افزایش یافت زیرا او توانست با اجتناب از هرگونه اصلاحات بنیادی حمایت‌های خود را حفظ کند. پس از مرگ برژنف، یوری آندروپوف و کنستانتین چرنینکو توانستند مانند برژنف بر کشور حکومت کنند. میخائیل گورباچف تا ۱۹۹۰ که حزب کمونیست انحصار قدرت خود بر سیستم سیاسی را از دست داد، به‌عنوان دبیرکل بر اتحاد جماهیر شوروی حکومت کرد. همین‌گونه منصب رئیس‌جمهوری اتحاد جماهیر شوروی تأسیس شد تا گورباچف بتواند همچنان نقش خود را به‌عنوان رهبر اتحاد جماهیر شوروی حفظ کند. پس از کودتای نافرجام اوت ۱۹۹۱، گورباچف از سمت دبیرکلی استعفاء کرد. جانشین وی معاونش ولادیمیر ایواشکو شد که تنها به مدت پنج روز به‌عنوان کفیل دبیرکل خدمت کرد تا این‌که بوریس یلتسین، رئیس‌جمهور جدید روسیه، تمام فعالیت‌های حزب کمونیست را به حالت تعلیق درآورد. پس از ممنوعیت فعالیت این حزب، اتحادیه احزاب کمونیست – حزب کمونیست اتحاد شوروی توسط اولگ شنین در ۱۹۳۳ تأسیس شد که در پی احیاء و بازسازی آن است. گفتنی‌است این سازمان در تمام جمهوری‌های شوروی سابق عضو دارد.

## دارندگان منصب

### فهرست دبیران کل حزب کمونیست اتحاد جماهیر شوروی
| نام (تولد–مرگ)                                                        | نگاره                                                                 | دوره                                                                  | دوره                                                                  | دوره                                                                  | پی‌نوشت |
| نام (تولد–مرگ)                                                        | نگاره                                                                 | آغاز                                                                  | پایان                                                                 | بازه                                                                  | پی‌نوشت |
| دبیر تمام وقت کمیته مرکزی حزب سوسیال دموکرات کارگری روسیه (۱۹۱۸–۱۹۱۷) | دبیر تمام وقت کمیته مرکزی حزب سوسیال دموکرات کارگری روسیه (۱۹۱۸–۱۹۱۷) | دبیر تمام وقت کمیته مرکزی حزب سوسیال دموکرات کارگری روسیه (۱۹۱۸–۱۹۱۷) | دبیر تمام وقت کمیته مرکزی حزب سوسیال دموکرات کارگری روسیه (۱۹۱۸–۱۹۱۷) | دبیر تمام وقت کمیته مرکزی حزب سوسیال دموکرات کارگری روسیه (۱۹۱۸–۱۹۱۷) | دبیر تمام وقت کمیته مرکزی حزب سوسیال دموکرات کارگری روسیه (۱۹۱۸–۱۹۱۷) |
| --------------------------------------------------------------------- | --------------------------------------------------------------------- | --------------------------------------------------------------------- | --------------------------------------------------------------------- | --------------------------------------------------------------------- | --- |
| النا استاسوفا (۱۹۶۶–۱۸۷۳)                                             |                                                                       | ۷ مه ۱۹۱۷                                                             | ۸ مارس ۱۹۱۸                                                           | ۱۰ ماه                                                                | به‌عنوان دبیر تمام وقت، استاسوفا و کارکنانش که چهار زن بودند مسئول حفظ مکاتبات با شعب حزبی استانی و تخصیص کار، نگهداری سوابق مالی، توزیع بودجه حزب، تدوین خط مشی ساختار حزب و انتصاب پرسنل حدید بودند. |
| دبیر فنی دبیرخانه حزب کمونیست روسیه (بلشویک‌ها) (۱۹۱۹–۱۹۱۸)            |                                                                       |                                                                       |                                                                       |                                                                       | |
| یاکوف اسوردلوف (۱۹۱۹–۱۸۸۵)                                            |                                                                       | ۱۹۱۸                                                                  | ۱۶ مارس ۱۹۱۹ †                                                        | ۰–۱ سال                                                               | اسوردلوف تا زمان مرگش در ۱۶ مارس ۱۹۱۹ در سمت خود باقی ماند. او در دوران تصدی خود بیشتر مسئول مسائل فنی بود تا سیاسی. |
| النا استاسوفا (۱۹۶۶–۱۸۷۳)                                             |                                                                       | مارس ۱۹۱۹                                                             | دسامبر ۱۹۱۹                                                           | ۹ ماه                                                                 | پس از الغای منصب او، استاسوفا رقیبی جدی برای پست دبیر مسئول یا جانشین رئیس دبیرخانه به حساب نمی‌آمد. |
| دبیر مسئول کمیته مرکزی حزب کمونیست روسیه (بلشویک‌ها) (۱۹۲۲–۱۹۱۹)       |                                                                       |                                                                       |                                                                       |                                                                       | |
| نیکولای کرستینسکی (۱۹۳۸–۱۸۸۳)                                         |                                                                       | دسامبر ۱۹۱۹                                                           | مارس ۱۹۲۱                                                             | ۱ سال، ۳ ماه                                                          | منصب دبیر مسئول مانند یک منشی عمل می‌کرد، موقعیتی تا حدی پست با توجه به این‌که کرستینسکی عضوی از دفتر سیاسی، ارگبورو و دبیرخانه حزب بود. با این همه، کرستینسکی در دوران دبیرکلی خود هرگز سعی نکرد تا مانند ژوزف استالین، یک پایگاه قدرت مستقل ایجاد کند. |
| ویاچسلاو مولوتف (۱۹۸۶–۱۸۹۰)                                           |                                                                       | ۱۶ مارس ۱۹۲۱                                                          | ۳ آوریل ۱۹۲۲                                                          | ۲۹۱ روز                                                               | مولوتف در دهمین کنگره حزب که در مارس ۱۹۲۱ برگزار شد، به‌عنوان دبیر مسئول انتخاب گشت. همین‌طور کنگره تصمیم گرفت که دبیر مسئول باید در جلسات عمومی دفتر سیاسی حضور داشته باشد. در نتیجه، مولوتف یکی از اعضای نامزد دفتر سیاسی شد. |
| دبیرکل کمیته مرکزی حزب کمونیست کل اتحادیه (بلشویک‌ها) (۱۹۵۲–۱۹۲۲)      |                                                                       |                                                                       |                                                                       |                                                                       | |
| ژوزف استالین (۱۹۵۳–۱۸۷۸]                                              |                                                                       | ۳ آوریل ۱۹۲۲                                                          | ۱۶ اکتبر ۱۹۵۲                                                         | ۳۰ سال، ۱۹۶ روز                                                       | استالین از منصب دبیرکلی به‌جهت ایجاد یک پایگاه قدرت قوی برای خود استفاده کرد. همین‌طور او در هفدهمین کنگره حزب در ۱۹۳۴ به‌طور رسمی مجدداً به‌عنوان دبیرکل انتخاب نشد و پس از آن به ندرت از این مقام نام برده شد. در ۱۹۵۲، استالین این سمت را لغو کرد، اما قدرت نهایی و سمت خود را به‌عنوان رئیس شورای وزیران تا زمان مرگ خود در ۵ مارس ۱۹۵۳ حفظ نمود. استالین با ۳۰ سال و ۷ ماه دبیرکلی خود، طولانی‌ترین عهده‌دار حزب کمونیست بود که تقریباً نیمی از کل موجودیت شوروی را خدمت کرد. |
| دبیر اول کمیته مرکزی حزب کمونیست اتحاد جماهیر شوروی (۱۹۶۶–۱۹۵۳)       |                                                                       |                                                                       |                                                                       |                                                                       | |
| نیکیتا خروشچف (۱۹۷۱–۱۸۹۴)                                             |                                                                       | ۱۴ مارس ۱۹۵۳                                                          | ۱۴ اکتبر ۱۹۶۴                                                         | ۱۱ سال، ۳۰ روز                                                        | خروشچف در ۱۴ سپتامبر ۱۹۵۳ این منصب را مجدداً با عنوان دبیر اول تأسیس کرد. در ۱۹۵۷، گروه ضد حزب تقریباً او را از سمت خود برکنار کرد. گئورگی مالنکوف یکی از اعضای برجسته گروه ضد حزب، نگران این بود که اختیارات دبیر اول تقریباً نامحدود است. سرانجام، خروشچف در ۱۴ اکتبر ۱۹۶۴ از رهبری برکنار شد و لئونید برژنف جایگزین او گشت. |
| لئونید برژنف (۱۹۸۲–۱۹۰۶)                                              |                                                                       | ۱۴ اکتبر ۱۹۶۴                                                         | ۸ آوریل ۱۹۶۶                                                          | ۱ سال، ۱۷۶ روز                                                        | برژنف یکی از اعضای رهبری جمعی بود. او در کنار نخست‌وزیر کشور آلکسی کاسیگین و نیکولای پودگورنی که در ۱۹۶۵ رئیس پرزیدیوم شد، یک حکومت سه‌نفره غیررسمی (در روسی به آن تروییکا می‌گویند) تشکیل داد. منصب دبیر اول در بیست و سومین کنگره حزب در ۱۹۶۶ به دبیرکل تغییر نام داد. |
| دبیرکل کمیته مرکزی حزب کمونیست اتحاد جماهیر شوروی (۱۹۹۱–۱۹۶۶)         |                                                                       |                                                                       |                                                                       |                                                                       | |
| لئونید برژنف (۱۹۸۲–۱۹۰۶)                                              |                                                                       | ۸ آوریل ۱۹۶۶                                                          | ۱۰ نوامبر ۱۹۸۲ †                                                      | ۱۶ سال، ۲۱۶ روز                                                       | رهبری جمعی، اختیارات و وظایف برژنف را به‌عنوان دبیرکل محدود کرد. در دهه ۱۹۷۰، نفوذ برژنف از نفوذ کاسیگین و پودگورنی فراتر رفت زیرا او توانست با اجتناب از هرگونه اصلاحات رادیکال، حامیان و حمایت‌های خود را حفظ کند. |
| یوری آندروپوف (۱۹۸۴–۱۹۱۴)                                             |                                                                       | ۱۲ نوامبر ۱۹۸۲                                                        | ۹ فوریه ۱۹۸۴ †                                                        | ۱ سال، ۸۹ روز                                                         | او که محتمل‌ترین جانشین برژنف به‌نظر می‌رسید، به‌عنوان رئیس کمیته مسئول مدیریت مراسم تشییع جنازه برژنف ظاهر شد. آندروپوف به همان شیوه‌ای که برژنف پیش از مرگش ریاست می‌کرد، بر کشور حکومت نمود. |
| کنستانتین چرنینکو (۱۹۸۵–۱۹۱۱)                                         |                                                                       | ۱۳ فوریه ۱۹۸۴                                                         | ۱۰ مارس ۱۹۸۵ †                                                        | ۱ سال، ۲۵ روز                                                         | چرنینکو زمانی که به‌عنوان دبیرکل انتخاب شد، ۷۲ ساله بود و به سرعت سلامتی‌اش رو به زوال گذاشت. چرنینکو نیز مانند آندروپوف، کشور را به همان شیوه برژنف اداره کرد. |
| میخائیل گورباچف (۱۹۲۲–۱۹۳۱)                                           |                                                                       | ۱۱ مارس ۱۹۸۵                                                          | ۲۴ اوت ۱۹۹۱                                                           | ۶ سال، ۱۶۶ روز                                                        | کنگره ۱۹۹۰ نمایندگان خلق، ماده ۶ را از قانون اساسی ۱۹۷۷ شوروی حذف کرد که منجر به از دست دادن موقعیت حزب کمونیست به‌عنوان «نیروی رهبری و هدایت‌کننده جامعه شوروی» شد. از این جهت، اختیارات دبیرکل به شدت کاهش یافت. گورباچف نیز در باقی‌مانده دوره تصدی خود باعنوان رئیس‌جمهور اتحاد جماهیر شوروی حکومت کرد. او در ۲۴ اوت ۱۹۹۱ و در پی کودتای اوت از منصب حزبی خود استعفاء کرد.                                                                                                |
| ولادیمیر ایواشکو (۱۹۹۴–۱۹۳۲) کفیل                                     |                                                                       | ۲۴ اوت ۱۹۹۱                                                           | ۲۹ اوت ۱۹۹۱                                                           | ۵ روز                                                                 | او در بیست و هشتمین کنگره حزب به‌عنوان معاون دبیرکل انتخاب شد. ایواشکو پس از استعفای گورباچف به‌عنوان کفیل دبیرکل منصوب شد، اما در آن زمان حزب از نظر سیاسی ناتوان بود. همین‌طور فعالیت حزب در ۲۹ اوت ۱۹۹۱ متوقف شد و در ۶ نوامبر ممنوع گشت. |

## یادداشت
1. ↑  روسی: Генеральный секретарь ЦК КПСС، آوانگاری Kommunisticheskaya partiya Sovetskovo Soyuza؛ IPA: [kəmʊnʲɪsʲˈtʲitɕɪskəjə ˈpartʲɪjə sɐˈvʲetskəvə sɐˈjuzə].
2. ↑  علامت «†» به‌معنای آن است که شخص در دوران تصدی درگذشته است.